# Закон о СМИ
Закон Российской Федерации «О средствах массовой информации» от 27.12.1991 № 2124-1 (Закон о СМИ) — нормативно-правовой акт, регулирующий отношения между участниками производства массовой информации в России: между государством, обществом, средствами массовой информации (включая учредителя, издателя и редакцию), авторами, гражданами РФ, источниками информации и др.
Закон установил запрет цензуры и создание юридических возможностей для учреждения и регистрации не зависящих от государства и политических партий газет, журналов, теле- и радиопрограмм, агентств новостей.

## История
В 1917 году все существовавшие в Российской Империи законы, касающиеся журналистской деятельности, были отменены. Одним из первых декретов Совета народных комиссаров СССР стал декрет «О печати» от 27 октября (9 ноября) 1917 года, в котором говорилось: «Когда новый порядок упрочится, всякие административные воздействия на печать будут прекращены; для неё будет установлена полная свобода в пределах ответственности перед судом согласно самому широкому и прогрессивному в этом отношении закону», вскоре была введена цензура. До 1990 года вся сфера печати, радио и телевидения управлялась решениями Центрального Комитета КПСС и Совета министров СССР.
Особенностью закона о СМИ стала отмена предварительной цензуры (требования к редакции СМИ от должностных лиц о предварительном согласовании материалов), которая имела место в период 1922—1990 годов. Закон о СМИ во многом повторяет основные положения закона СССР «О печати и других средствах массовой информации», вступившего в силу 1 августа 1990 года. И союзный, и республиканский законы были приняты на основе авторских проектов Ю. М. Батурина, М. А. Федотова и В. Л. Энтина. Закон о СМИ был принят Верховным Советом России и подписан Президентом РСФСР Б. Н. Ельциным 27 декабря 1991 года; в силу вступил с момента опубликования — с 14 февраля 1992 года.
Принципиальные основы законодательства о СМИ, на которые опирается закон о СМИ, содержатся в Конституции Российской Федерации: свобода мысли и слова, запрет на антигуманную пропаганду в различных её проявлениях, запрет на цензуру (ст. 29), идеологический плюрализм (ст. 13), неприкосновенность частной жизни (ст. 23 и 24), свобода творчества (ст. 44).

## Содержание
Закон о СМИ состоит из 7 глав, включающих в себя 62 статьи:
- в главе I «Общие положения» указаны основные понятия средств массовой информации, упоминается о запрете цензуры и о запрете злоупотребления массовой информацией;
- в главе II «Организация деятельности средств массовой информации» собраны все необходимые сведения о статусе, правах учредителя и регистрации средства массовой информации;
- в главе III «Распространение массовой информации» собраны сведения о правилах распространения СМИ, порядке регистрации и получении лицензии на вещание;
- в главе IV «Отношения средств массовой информации с гражданами и организациями» собраны права запроса и получения информации, случаи отказа или отсрочки в предоставлении информации, а также указаны порядок и право на опровержение материала в СМИ, право на ответ;
- в главе V «Права и обязанности журналиста» отражены права и обязанности журналиста, порядок аккредитации, указаны недопустимые злоупотребления правами журналиста, а также правила использования скрытой записи;
- в главе VI «Межгосударственное сотрудничество в области массовой информации» говорится о доступе к материалам зарубежных средств массовой информации положении зарубежных корреспондентов;
- глава VII «Ответственность за нарушение законодательства о средствах массовой информации» раскрывает порядок ответственность за нарушения законодательства о средствах массовой информации, возмещение морального вреда и случаи освобождения от ответственности.

## Поправки к закону
1 сентября 2012 года вступили в силу поправки в закон о СМИ, заявленная цель которых — предостеречь детей от информации, причиняющей вред их здоровью и развитию. Статья 25 «Закона о средствах массовой информации» была дополнена пунктом 6, гласящему о том, что деятельность СМИ, нарушающая Федеральный закон от 29 декабря 2010 года № 436-ФЗ «О защите детей от информации, причиняющей вред их здоровью и развитию» может быть прекращена судом на основании заявления федерального контролирующего органа власти.
С февраля 2016 года статья 19.1 закона о СМИ ограничивает участие иностранных юридических и физических лиц (в том числе россиян с двойным гражданством) в капитале российских СМИ: они могут прямо или косвенно владеть и контролировать не более 20 % акций или долей. Соответствующий законопроект № 604509-6 был принят Госдумой 26 сентября 2014 года, «за» высказались 95,6 % депутатов. Ранее действовало ограничение в 50 % и только для теле- и радиокомпаний. Ужесточение ограничений авторы поправок депутаты Госдумы В. Деньгин (ЛДПР), В. Парахин («Справедливая Россия») и Д. Вороненков (КПРФ) объяснили «холодной информационной войной» против России и «деофшоризацией» экономики. По оценкам, поправки затронули 30—35 % российского медиарынка, однако СМИ связали принятие документа в первую очередь с газетой «Ведомости» и журналом Forbes: именно они больше всего писали на серьёзные экономические и общественно-политические темы и имели при этом независимую редакционную политику.